# Il sognatore (fumetto)
Il sognatore è un romanzo a fumetti di Will Eisner del 1985.

## Trama
L'autobiografia di un giovane disegnatore di fumetti che inizia a lavorare nel nascente mercato americano partendo dai suoi primi lavori per piccoli studi che, per rispondere alle richieste dei quotidiani, assumevano giovani con voglia di lavorare anche fino a tarda ora e soprattutto con molte idee. In quei pionieristici tempi i fumetti erano pubblicati nel formato a strisce quotidiane ed erano rivolti soprattutto al vasto pubblico dei lettori di quotidiani. Alla domenica poi venivano pubblicate le tavole domenicali, ovvero tavole a fumetti con storie a puntate che era possibile leggere solo un giorno alla settimana. Era pertanto necessario trovare personaggi che funzionassero e artisti in grado di produrre a un buon ritmo per rispondere alle richieste degli editori. Gli studi artistici, quindi, erano un naturale punto di riferimento per chi volesse entrare nel nascente mondo dei comics: e in questo mondo si trovò a lavorare il giovane Will Eisner; e in questo mondo conobbe altri grandi del fumetto, come Bob Kane, Jerry Iger, Harry Donenfeld, Jack Liebowitz, Jack Kirby e altri ancora.